# Stenestad
Stenestad är kyrkby i Stenestads socken och en småort i Svalövs kommun i nordvästra Skåne.
Stenestad är beläget 181 meter över havet på Söderåsen, i närheten av nationalparken med samma namn. Byn är uppvuxen kring Stenestads kyrka. Utanför Stenestad ligger parkanläggningen Stenestad park. Närmast större ort är Kågeröd där många av Stenestads barn går på Lunnaskolan.  Kyrkan har fortfarande en central plats i byn. Ett café och en handelsträdgård finns utmed bygatan. Skolorna har blivit bibliotek och bostäder. Handelsbodarna har lagts ned.

## Förhistoria och historia
Fynd i markerna av stenyxor och som i Stenestad ibland av välbevarade bronsyxor, samt gravrösen och odlingsrösen, talar om ännu tidigare bosättning. Fynd finns på alla de större gårdarna runt kyrkan. Gårdars namn är dock kända först från senmedeltida - eller ibland till och med yngre skrifter. Bland fynden finns några  praktsaker som antyder att bosättningen kan ha varit knuten till någon plats med rituell betydelse. Detta gäller t.ex. ormhalsringen i rent guld från 600-talet och en vikingatida viktsats. Jöns Olsson hittade ormhalsringen som vägde 136,2 gram när han en dag 1868 arbetade på en åker. Ormhuvudena på detta exemplar är ovanligt naturtroget återgivna. Ormsmycken var populära både hos män och kvinnor i det antika Grekland och Rom. På en romersk gravsten har olika arm- och halsringar med bland annat ormhuvuden avbildats. De skrivna källorna berättar att tappra soldater belönades med dessa. Ormen är avskräckande som symbol och skyddar därmed sin bärare mot demoner och onda krafter. Men den är också en lyckosymbol och anses ge ett långt liv, odödlighet och fruktsamhet.
Det enda exemplet på en tidig medeltida skriftlig bekräftelse på namn gäller Stenestad, som finns noterat som ett kungalev i Kung Valdemar Sejrs jordebok från 1232.
Bygden har varit befolkad sedan förhistorisk tid vilket röjnings- och odlingsrösen och fornfynd i landskapet berättar om. Från medeltiden finns det fasta fornlämningarna i form av äldre vägar som visar att kommunikationen ner mot slätten varit viktig för den bofasta befolkningen uppe på åsen. Även gamla gårdstomter och torpgrunder i byns omgivningar visar på ett långt kontinuerligt boende och nyttjande av skogsbygden.
Under senmedeltiden och fram till 1600-talet hörde de tre gårdar som byn då bestod av till Herrevadskloster. Under tidigt 1800-tal då det även generellt skedde en stor befolkningsökning i området kom det att ske ett flertal hemmansklyvningar, vilket resulterade i att skogsmark omvandlades till jordbruksmark. Den revolutionerande agrartekniska utvecklingen resulterade i att det byggdes en del nya torp och smågårdar i Stenestadsbygden. På 1850-talet bestod Stenestad av fyra hemman. Under andra hälften av 1800-talet utökades antalet hemman och byn växte fram.
På grund av den stora befolkningsökningen och effektiviseringen inom jordbruket svedjades mycket skog och ny mark togs i bruk, vilket gav stora landskapsförändringar i bygden. Produktionen ökade med hjälp av nya odlingsmetoder, nya redskap och införandet av handelsgödsel. I samband med dessa förändringar förlorade ängsmarken sin ekonomiska betydelse och plöjdes upp för odling eller planterades med skog. Begreppet ”äng är åkers moder” förlorade därmed sitt innehåll.
Stenestad är ett starkt brutet odlings- och skogslandskap på Söderåsen. Ortnamnet (1503) Stenestade, i avskrift, avser den namngivande kyrkbyn, innehåller pluralis av forndanska (stath ställe och troligen sten). Kyrkbyn ligger i stenig terräng. 1797 skiftades utmarken i Stenestads by, men det skulle dröja ända till 1844 innan inägorna skiftades. Detta har sin troliga förklaring i att det inte var helt oproblematiskt i den besvärliga skogsbygden att bryta upp ny åkermark och skapa sammanhängande odlingsmarker. Byn lagaskiftades 1842–1844.
Under 1700-talet skedde en kraftig uppodling som senare ersatts av en betydande skogsplantering. Bebyggelsen i skogsbygden på åsen är också varierande och består av en blandning av slättens och skogens byggnadsmaterial. Både korsvirke och skiftesverk var vanliga konstruktioner vilka ofta kläddes med en utanpåliggande träpanel.
Betesmarken var den mest förekommande markanvändningen medan åsens omgivande slätter karaktäriseras av en större andel odlad åkermark. Stenestad ligger mitt uppe på den centrala platån i det småbrukade jordbrukslandskapet. Åkertegar och naturbetesmarker ligger i direkt anslutning till bebyggelsen. Markanvändningsstrukturen i byns närhet utmärks av små markenheter, som särskiljs av trädridåer, stengärden och åkerholmar. Stengärdsgårdar är ett återkommande inslag i miljön, de är ofta rester från 1700-talet då virket var starkt begränsat uppe på åsen och stenen blev ett naturligt grundmaterial för gränsdragningar i odlingslandskapet.
På åsens sluttningar är skogen dominerande. Tidigare bestod skogen av lövträd medan den i dag består av både löv- och barrträd. Landskapet har sakteligen förändrats genom inplanteringar av olika barrträd, framförallt under mitten av 1900-talet. Det bedrivs även lövskogsbruk på åsen. Lövskogsbeståndet som finns spritt över hela Söderåsen har de senaste åren ökat i areal, framförallt vad gäller bok och ek. Den riktigt gamla skogen finns framförallt i de svårtillgängliga sprickdalarna som även är viktiga områden för den biologiska mångfalden.
När befolkningen under tidig medeltid generellt ökade togs outnyttjade marginalområden i anspråk, vilket ledde till att Söderåsen och därmed Stenestadstrakten kom att exploateras i högre utsträckning. Skogen blev allt glesare där bönderna röjde, brände och skapade åkertegar för odling. Det vanliga bebyggelsemönstret på åsen under medeltiden var ensam- och dubbelgårdar placerade i skogsröjda gläntor, detta till skillnad från slättens dominans av flergårdsbyar. Stenestad utgjorde här ett undantag från den normala bebyggelsestrukturen med en byformation bestående av ett par gårdar.
Stenestads by skonades i skiftena och gårdarna låg till stor del även efter skiftena  kvar i byn. Under mitten av 1800-talet byggdes många av de gatehus som fortfarande finns utmed Stenestads byväg. Stenestad blev centralort i skogsbygden. Den stora expansionen kulminerade vid mitten av 1900-talet, då det åter sakta kom en tillbakagång för bygden. Det var under denna tid, sent 1800-tal in på 1900-talet, stora delar av Stenestads befintliga byggnader kom att byggas. De äldre butikerna och Stenestads två skolbyggnader fanns utmed bygatan. Här fanns förr en utbredd samhällsservice, två skolor med låg-, mellan- och storskola för bygdens barn. Skolorna lades ner 1963. Skomakare, mejeri, lastbilsstation och hönseri var verksamheter som fanns utmed byvägen.
Fornminnesinventeringen i Skåne 1987–1988 gjorde delar av centrala Stenestads kyrkby till fornminnesområde vilket innebär att samtliga markingrepp är tillståndpliktiga hos länsstyrelsen inom markerat område. Det är den gamla bytomten tillsammans med ett antal boplatser som är markerade som fornminnen. Den gamla bytomten består av området där bybebyggelsen sedan tidig medeltid legat fram till början av 1800-talet.

### Affärer

#### Lydahls lanthandel
Axel Bonthrons filial var en av de äldsta i byn. Det var en av byns två butiker som fanns under andra världskriget, då den ägdes av Anna Lydahl som köpt affären 1923. Det var en typisk lanthandel. Utanför butiken stod en bensinpump av modellen med ett stort glas överst. När man skulle ha bensin pumpades det antal liter man skulle ha först upp i glaset och tömdes sedan ner i tanken. Anna Lydahl expedierade själv i affären och brukade ha ett biträde till hjälp. Anna Lydahl var gift med Viktor Håkansson. Han hade tidigare haft taxirörelse. Anna Lydahls affär övertogs 1946 av Stina och Stig Lambreús som fortsatte i lanthandelns tecken. Lambreus familj kom att driva affären i 50 år.
Förutom Bonthrons filial fanns på 1920-talet Holmkvists affär. Den låg i det hus där Oskar Nilssons föräldrar sedan bodde. Den tredje affären på 1920-talet var Petter Larsson med biträdet Amalia Blixt.

#### Oscar Nilssons affär.
Huset byggdes 1933. Oscar Nilsson hade själv börjat som bagare. Affären var i likhet med Anna Lydahls en lanthandel där det mesta fanns att köpa. Oscar Nilsson hade också en anställd, Gustav Zackow. Efter honom kom Olle Svensson som med tiden kom att bli en profil i Stenestad, att inneha affären. Huset är ombyggt men finns fortfarande centralt bredvid kyrkan och mittemot folkskolan.

### Fattiggården och kommunens hus
I ena hälften av huset var en bostad. Diktaren Alfred Lindqvist bodde där i många år. Här fanns också Stenestads bibliotek. Fattiggården inrymdes i den ena hälften av ett hus som kommunen ägde. Där bodde som mest 10 personer, av vilka hälften var äldre personer. Huset är numera rivet och här finns en parkeringsplats, en informationstavla, en allmän toalett och en återvinningsstation.

### Hembygdsgård
Stenestads kommun fick ärva Arvid Anderssons gård. Svalövs kommun köpte den för en krona vid kommunsammanslagningen. Hembygdsgården med bonderedskap och ett flertal bevarade interiörer från tidigare verksamheter, som skomakare, affär, skola och frisör är nu inhyst på gården.

### Skolor

#### Folkskolan
År 1876 byggdes ett nytt skolhus, det hus som senare kallades storskolan eller biblioteket. Häri inrymdes skolsal för folkskolans fyra klasser, ett kommunalrum samt bostad åt folkskolläraren. Skolrådet beslöt i maj 1877 att anlägga trädgården vid det nya skolhuset. Till skolan hörde också en skolträdgård för undervisning i trädgårdsskötsel. Skolans lekplats var torget framför kyrkan. 1878 fanns 122 barn i åldrarna 7-14 år i Stenestad. I denna skola gick alla barn från klass 5. Gymnastiksalen och slöjdsalen fanns på övervåningen. Värmen hölls av vedkamin. När mellanskolan i Stenestad lades ned startade man här från klass 4. Eleverna slutade skolan efter klass 7, de var då 14 år. I denna byggnad finns nu Stenestads bibliotek. Den gamla skolsalen används även till föreningsträffar, gymnastik och privata fester. Skolan fanns kvar till 1963. De få eleverna från Stenestad fick sedan skolskjuts till Kågeröd.

#### Mellanskolan och småskolan
När folkskolan byggdes var småskolan ambulerande. 1880 flyttade småskolan in i kommunalrummet i folkskolan. Vid visitation 1891 föreskrev kontraktsprosten att frågan om en ny småskola bör behandlas snarast möjligt. Barnantalet var nu 72 i folkskolan och 33 i småskolan. Den nya småskolans placering diskuterade, Gålarp föreslogs eftersom de flesta barnen kom från Dragesholm och Magleröd. Småskolan byggdes emellertid i Stenestads by och invigdes 1897.
Elever i klasserna 3-4 gick i denna skola liksom småskolans barn. Skolan hade endast en sal för samtliga elever, så elever och lärare fick samsas om olika uppgifter och nivåer i samma rum. Som mest hade skolan 20 barn samtidigt. Till småskolan byggde man mitt på långsidan av huset en veranda med tre ingångar, en för vardera lärarinnebostäderna och en i mitten för eleverna. Lärarinnornas tidigare gemensamma kök blev samlingsrum och nya kök inreddes i de båda gavelrummen i respektive lägenhet. Köksingångar togs upp på gavlarna. Samlingsrummet kom sedan också att användas som lokal för skolköksundervisningen. Småskolan avvecklades 1961 två år före Storskolan. Hembygdsföreningen har en liten skolsal med material från Stenestads skolor.

#### Missionshuset
Missionshuset byggdes 1915 av Stenestads kristliga ungdomsförening bildad 1905. Huset såldes 1973 då många medlemmar flyttat, andra blivit gamla, och det var svårt för föreningen att underhålla huset. Huset låg till vänster om "gamla vägen" mellan Stenestad och Kågeröd en bit från vägen. Missionsförsamling hade många medlemmar under kriget. Föreningen hade regelbundna möten med olika predikanter. Frälsningsarmén brukade också komma på besök till missionshuset. Då kom det ofta mycket folk dit för deras sång och musik var populärt.

### Näringsliv

#### Sågverk
På 1920-talet fanns ett mindre sågverk i byn som sysselsatte 4 personer. Det ägdes av en person i Åstorp.

#### Mejeriet
Nästan varje gård hade tidigare fem till tio kor, och mjölken hämtades till Stenestads mejeri av mejeristen Johan Andersson. Hans fru Svea hade hand om försäljningen av mjölk, grädde, smör och ost. Leverantörer av mjölk kunde köpa dessa produkter om de lämnade en beställningslapp. När månaden var slut fick de betalt för den mjölk de hade levererat till mejeriet. Till mejeriet kom mjölkskjutsar från flera håll, hästskjutsar, Karl Berggren från Magleröd, Karl Persson kom från "lilla Klåveröd" och Oscar Carlsson från Klåveröd, Albert Andersson och Karl Andersson kom från Mosshult (Maglaby). Mjölkskjutsarna brukade också utföra diverse bud i affärerna åt de boende längs mjölkrundan. Alla i de närmaste omgivningarna körde själva sin mjölk till mejeriet. Mejeriet i Stenestad lades ner på 1950-talet.
Mjölkleverantörerna till Kågeröds och Stenestads mejerier hade under 1952 bildat gemensam mejeriförening, Man uppförde en skumningsstation på Möllarps säteri. Medlemmarna i Kågerödsortens Mjölkleverantörsförening u.p.a (1958) hade ett starkt småbrukarinslag och värnade sitt oberoende. Den nya anläggningen som togs i bruk 1958 avsåg att producera varor till Påhlssons Bageri AB, Malmö. Mejeriet fortsatte i de lokala böndernas ägo till år 2000, då Söderåsens Mjölk i Kågeröd såldes till Skånemejerier. Det fanns 2020 endast en mjölkbonde i Stenestad.

#### Lantmännen
År 1943 blev Birger Olsson föreståndare för Lokalföreningen i Stenestad, lantmännens egen affär. Föreningen var mycket aktiv och växte. Man hade kvarnrörelse för att mala djurfoder. Man handlade med gödning, utsäde m.m. Föreningen inköpte en traktor och redskap samt en tröska och en lastbil, för att medlemmarna skulle få utfört olika tjänster. Valter Johansson var anställd och utförde mycket arbete i bygderna omkring. Föreningen lades ner på 1970-talet.

#### Lastbilsstation
Lastbilar gick fortare än häst och vagn, men det var få som hade råd med egen lastbil på 1950-talet. Man beställde vid behov, och det var ofta flera som samsades om en lastbilstransport. Egon Thomasson hade åkeri med både persontrafik och lastbilstrafik. Han körde själv personbilen och brukade ha någon anställd till lastbilen. Att köra under kriget var svårt då man inte fick någon tilldelning av bensin. Lastbilstrafiken utförde mycket transporter som hade med skogen att göra. Man körde bland annat åt ättiksfabriken i Perstorp och pappersbruket i Hyltebruk.

#### Smedjan
År 1920 var Axel Went smed i byn men han ersattes senare av Ottmar Norén som var bysmed under andra världskriget. Det var han som bytte hästskor och satte broddar när det var vinter. Ottmar Norén utförde reparationer på maskiner och redskap när något behövde värmas eller svetsas. Han hade en så kallad karbidsvets.

#### Skomakare
Otto Nilsson var skomakare, toffelmakare och sadelmakare. Han lagade skorna när sulan eller klacken var utslitna. Eftersom han också var sadelmakare hade han ofta en "hög" av trasiga selar och tömmar liggande på golvet i ett hörn av verkstaden. Han brukade också laga barnens fotbollar, när de sprack i sömmarna. Otto var också "barberare", ett arbete han brukade utföra på söndagsförmiddagen, till ett pris av femtio öre för en klippning. Skomakarens hus finns uppkrupet bredvid hönseriet och vägen till Klippan. Skomakarens verkstad fanns närmast vägen och familjen bodde i den andra delen av huset. Hembygdsföreningen har inrett en liten skomakareverkstad med utrustning härifrån.

#### Hönseri
I hörnet vid vägen till Kågeröd fanns ett hönseri, som sålde ägg till byarna runtom Söderåsen. Numera finns en plantskola på den platsen.

## Stenestad i nutid
Den omgivande jordbruksmarken brukas i dag av ett litet antal bönder som bor på eller i nära anslutning till åsen. Det finns även ett antal fritidsbönder med mindre djurbesättningar. Det största hotet mot den småskaliga jordbruksnäringen är att den inte är ekonomiskt bärkraftig som inkomstkälla. Skogsbruket är däremot fortfarande en viktig inkomstkälla för många av de boende på åsen. I dagsläget är Stenestad huvudsakligen en bostadsby med få arbetstillfällen. De arbetstillfällen som finns är delvis knutna till turismnäringen genom caféverksamhet, övernattning och guidning. Hembygdsföreningen sköter ett välrenommerat museum med inriktning mot bygdens historia. I området finns även en större hästklinik och en plantskola. Den närbelägna Söderåsens Nationalpark har stora möjligheter till naturupplevelser. Detta lockar nya människor till området vilket kommit att prägla sysselsättningen i bygden alltmer.

### Stenestadsortens hembygdsförening
Föreningen är en aktiv hembygdsförening med egen hembygdsgård med samlingar från Stenestads gårdar, skolor, skomakare och affärer. Föreningen grundades 1969.

### Stenestads biblioteksförening
Föreningen är ideell och som bildades den 27 november 1992 för att bevara den gamla skolsalen som biblioteksfilial, och allmän samlingslokal för Stenestadborna. Fortlöpande sammanslagning inom kommunal och kyrklig förvaltning gör att föreningens roll som kultur- och traditionsbevarare blir allt viktigare. Bokningsstatistiken av föreningens lokal anger en uthyrning på 200 dagar per år de senaste åren. Styrelsen anordnar ett par föreläsningar per år. Nils Ljungberg slutade sin mångåriga gärning som hembygdsforskare och skänkte sitt bevarade material till Stenestads biblioteksförening.

### Stenestads idrottsförening
Agne Bengtsson var skogvaktare på Dragesholm. Han var idrottsintresserad och duktig fotbolls- och bandyspelare och var med om att  bilda en idrottsförening i Stenestad. 2010 levde föreningen på nådatid enligt Helsingborgs dagblad. Den stora frågan på årsmötet 2010 var föreningens vara eller inte vara, då idrottsplatsen utnyttjades för lite.

### Stenestads PRO
Föreningen bildades 1966 av bland andra David Nilsson och Gösta Cedergren. Föreningen är liten, men aktiv, med ett 75-tal medlemmar.

## Litteratur

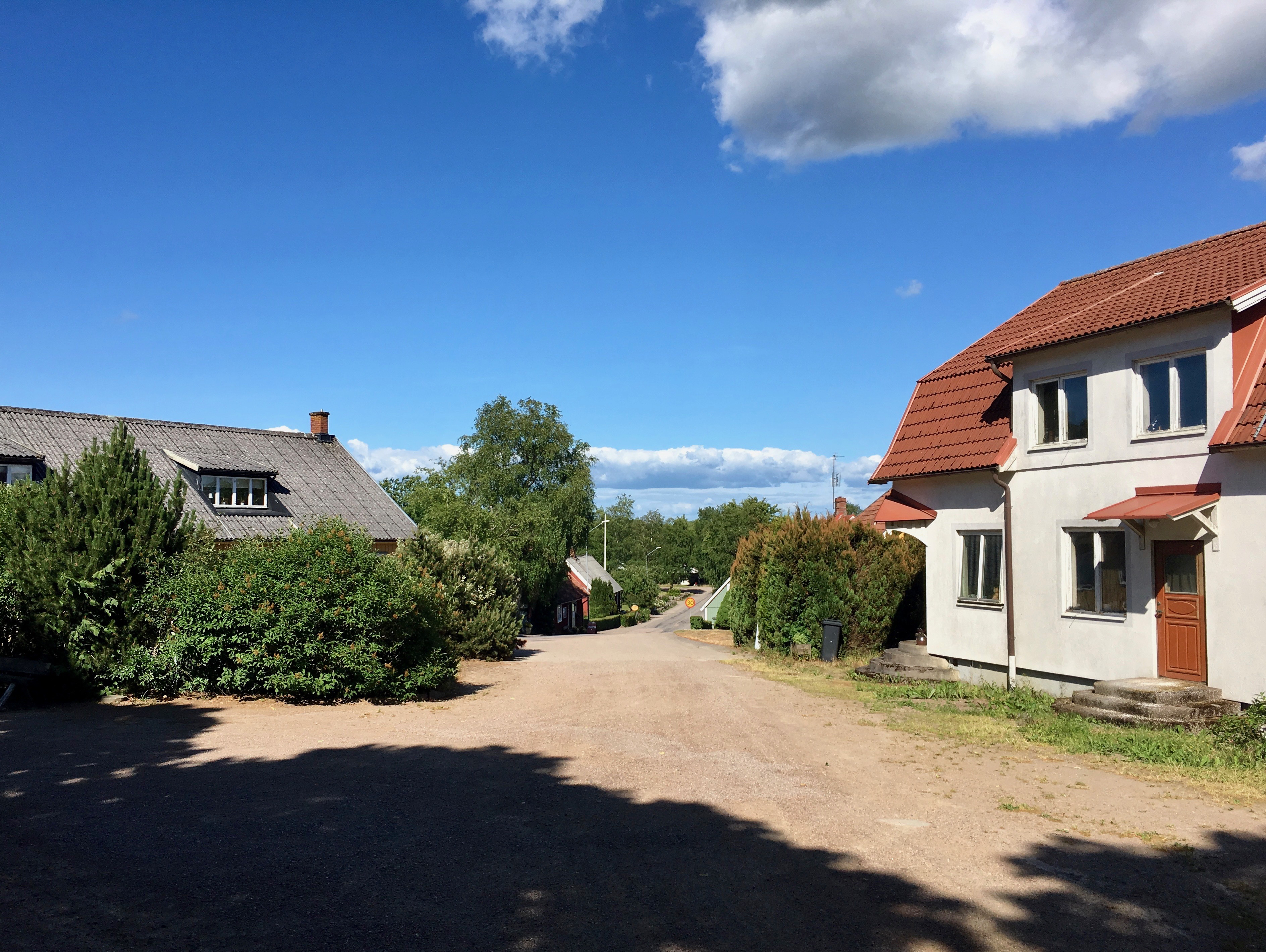
Parti från Stenestad